# Hans Namuth
Hans Namuth (Essen, 17 de marzo de 1915-Nueva York, 13 de octubre de 1990) fue un fotógrafo y cineasta alemán nacionalizado estadounidense, amigo y compañero de George Reisner, que trabajó como fotoreportero en  la Guerra Civil Española y mundialmente conocido como fotógrafo de artistas.

## Biografía
Los padres de Hans Namuth se llamaban Adolf Namuth y Anna Weisskirch, la cual le predispuso por el arte. Entre 1925 y 1931 asistió a la Escuela Frida-Levy de su ciudad natal, tras lo cual comenzó a trabajar de librero. Su gran sueño era ser director teatral
Desde joven se interesó por la política y en 1933, con la llegada de Hitler al poder, fue detenido y enviado a prisión por repartir propaganda antinazi, si bien fue liberado poco después gracias a la mediación de su padre, que era miembro del partido nazionalsocialista. Ëste le consiguió un salvoconducto de salida y un billete a París a fin de salvaguardar su seguridad.
En un principio realizó trabajos poco remunerados de todo lo que pudo, pero comenzó a realacionarse con otro alemanes exiliados y no tardó en fraguar amistad con el fotógrafo alemán George Reisner. Este acababa de abrir un estudio en la localidad española de Pollensa y le invitó a acompañarle en 1935. La aceptación de esta invitación marcó su vida y le unió por siempre a la fotografía.

## Obra
Durante la Guerra Civil Española trabajó durante nueve meses como fotoreportero para la revista francesa Vu, junto a George Reisner y consiguió impactantes imágenes que se publicaron en numerosos periódicos y revista de todo Europa. Inicialmente debía cubrir la Olimpiada Popular, que se debía inaugurar el 19 de julio de 1936 en Barcelona como respuesta a la Olimpiadas del 36 en el Berlín nazi. Tras el golpe de Estado del 18 de julio, fue de los pocos extranjeros y los primeros en aportar imágenes de Barcelona tras el golpe de Estado
De la primavera del 1937 al otoño de 1939 Reisner y Namuth continuaron su carrera juntos en París, donde permanecieron hasta la llegada de los alemanes en la Segunda Guerra Mundial. Tras un periodo luchando en la legión extranjera, en 1941 Namuth acabó emigrando a Nueva York, a donde partió desde Marsella gracias a la ayuda de Varian Fry, director del Comité de Rescate de Emergencia. Su amigo Reisner había sido arrestado y se suicidó en prisión en 1940, a punto de ser enviado a Alemania.
Dos años después de su llegada a Estados Unidos, Namuth se alistó en el ejército norteamericano y fue destinado al oeste de Europa como traductor. También en 1943 se casó con Carmen Herrera, una guatemalteca nacida en Francia.
Tras la guerra, de regreso en Estados Unidos, dejó la profesión de fotoreportero y decidió profundizar en sus conocimientos de técnica y arte fotográfico asistiendo a las clases de los también emigrantes alemanes Josef Breitenbach y Alekséi Brodóvich. Este último, además de ser el director de La nueva Escuela también era el director artístico de la revista 'Harper's Bazaar y le animó a seguir trabajando como fotógrafo, además de darle la oportunidad de trabajar como fotógrafo publicitario en esta revista. Entre ellas fueron especialmente importantes y le dieron gran popularidad las imágenes de Jackson Pollock trabajando en su estudio publicadas en 1951, las primeras del autor durante su proceso de trabajo, y al cual conoció gracias a Brodowitsch .
En los años siguientes Hans Nahmuth retrató a otros muchos artistas, como Franz Kline, Robert Motherwell, Helen Frankenthaler, Robert Rauschenberg, Mark Rothko, Willem de Kooning y su mujer, Elaine de Kooning, Barnett Newman, Clyfford Still>; los arquitectos Walter Gropius, Ludwig Mies van der Rohe, Frank Lloyd Wright, Philip Johnson, Louis Kahn y Richard Rodgers, o los escritores John O'Hara y Edward Albee, además de los compositores Stephen Sondheim, Jerome Robbins y Oscar Hammerstein II, entre muchos otros.
Mientras publicaba estas imágenes en importantes revistas como Holiday (revista), Harper’s Bazaar, Art News, Time o Life, realizaba un importante trabajo documental aparte retratando a la población indígena de Guatemala tras numerosos viajes al país, de donde era su mujer. Este fructificó con la publicación del libro ‘’Los Todos Santeros’’ en 1989.
Entre 1979 y 1983 la revista Art News publicó 19 portadas con imágenes de Hans Namuth
representando a otros tantos importantes artistas, entre los que estaban Jasper Johns, Louise Nevelson, Jim Dine, y Romare Bearden. Posteriormente hizo más de 100 portadas para la revista francesa Connaissance des Arts, con retratos de personalidades artísticas como Philip Johnson, Isamu Noguchi y George Segal.
Hans Namuth falleció en accidente automovilístico en 1990, regresando de ver su última película (Jasper Johns: Take an Object) en el Guild Hall Museum de East Hampton

## Cine
Hans Namuth también se introdujo en el mundo del cine, como director artístico, rodando, junto a Paul Falkenberg, las películas siguientes:
- 1951. Jackson Pollock
- 1964. Willem de Kooning, el pintor
- 1969. Josef Albers: Homenaje al cuadrado'
- 1974. Louis H. Kahn, Arquitecto
- 1982. Alfred Stieglitz, Fotógrafo
- 1990. Jasper Johns: Take an Object]

## Premios y distinciones
Festival Internacional de Cine de Venecia
| Año  | Categoría         | Película                       | Resultado |
| ---- | ----------------- | ------------------------------ | --------- |
| 1966 | Diploma Honorario | Willem de Kooning, the Painter | Ganador   |